# 赵诱
趙誘（—317年），字元孫，晉朝淮南人。晉朝官員。

## 生平
揚州刺史辟其為主簿。當時趙王司馬倫逼迫晉惠帝退位，自己稱帝，齊王司馬冏要求揚州刺史郗隆起兵討伐司馬倫，郗隆本想打算起兵，但是顧慮到自己的子侄都在洛陽；所以想坐觀成敗，但又怕被司馬冏討伐，因此有點狐疑不決，於是叫來手下討論。趙誘認為司馬倫是篡逆，應該起兵討伐。但是郗隆還是猶豫不決，結果被其參軍王邃斬首，頭顱被獻給司馬冏。趙誘之後回家，關門不出。
後來左將軍王敦任用其為參軍，加廣武將軍，趙誘與甘卓、周訪等共同擊敗華軼，又在西湘擊敗杜弢。大興年間，趙誘與甘卓徹底消滅杜弢。朝廷賜其爵位平阿縣侯，並接替陶侃擔任武昌太守。
當時杜曾擁立第五猗在荊州叛亂，王敦派遣趙誘與襄陽太守朱軌一同前去鎮壓。結果趙誘等人戰死，王敦感到非常惋惜，於是上表朝廷贈其征虜將軍、秦州刺史，朝廷給的諡號為敬。是為平阿敬侯。

## 延伸阅读
[在维基数据编辑]
 《晉書/卷057》，出自房玄齡《晉書》